# Pobereże
Pobereże (Poberezin, łac. Podberecz, ros. Побережe,  ukr. Побережжя) – wieś na Ukrainie w rejonie tyśmienickim obwodu iwanofrankiwskiego, nad Dniestrem i jego dopływem Wołczyniec.

## Historia
W okresie Korony Królestwa Polskiego osada leżąca w powiecie halickim, województwie ruskim, prowincji małopolskiej.  
Pierwsze znalezione zapisy umieszczone w Metryce Królestwa Polskiegopochodzą z 1552 . 
Wieś należała do klucza marjampolskiego księżnej Anny Jabłonowskiej, do którego należały również miasta: Marjampol i Jezupol oraz wsie: Braniówka (wcześniej południowa część Mariampola, obecnie północna część Pobereża), Delejów, Hanusowce, Jurkówka, Miłowanie, Nowosiółka, Olszanica, Petryłów, Pobereże, Roszniów i Strychańce. 
Po pierwszym rozbiorze Polski w 1772 r. tereny na których leży Pobereże stały się częścią Monarchii Habsburgów.   
W 1857 założona została szkoła trywialna dla gminy Pobereże wraz z attynencyą Braniówka.  
W 1875 Branówka i Pobereże zostały przeniesione z Sądu Powiatowego w Haliczu do Sądu Powiatowego w Stanisławowie.  
W okresie II Rzeczypospolitej Pobereże (z Braniówką) należało do gminy wiejskiej Jezupol w powiecie stanisławowskim województwa stanisławowskiego.  
Wg spisu niemieckiego w czasie II wojny światowej, w 1943 roku liczba ludności wynosiła 2021.
W 1944 nacjonaliści ukraińscy z OUN-UPA zamordowali tutaj 29 Polaków.
Po II wojnie światowej obszar gminy został odłączony od Polski i włączony do Ukraińskiej SRR, obwód iwanofrankiwski, rejon iwanofrankiwski.
Wg spisu z 2001 r. wieś liczyła 1938 mieszkańców.

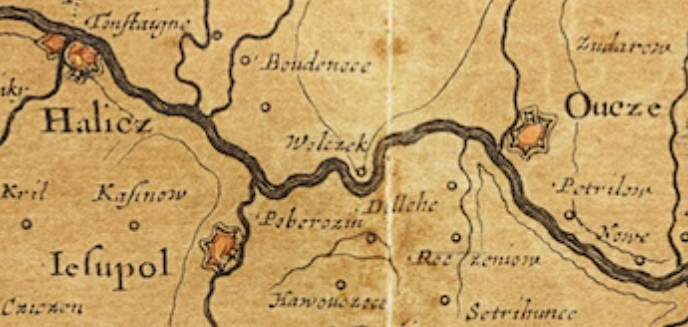
Poberezin na mapie z 1750
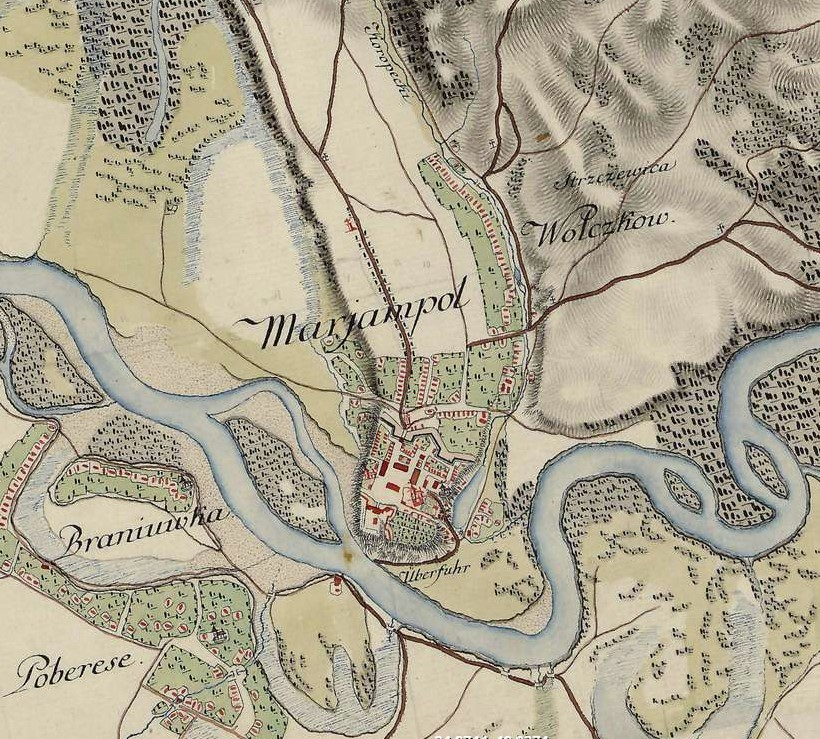
Poberese i Braniuwka na mapie z 1779
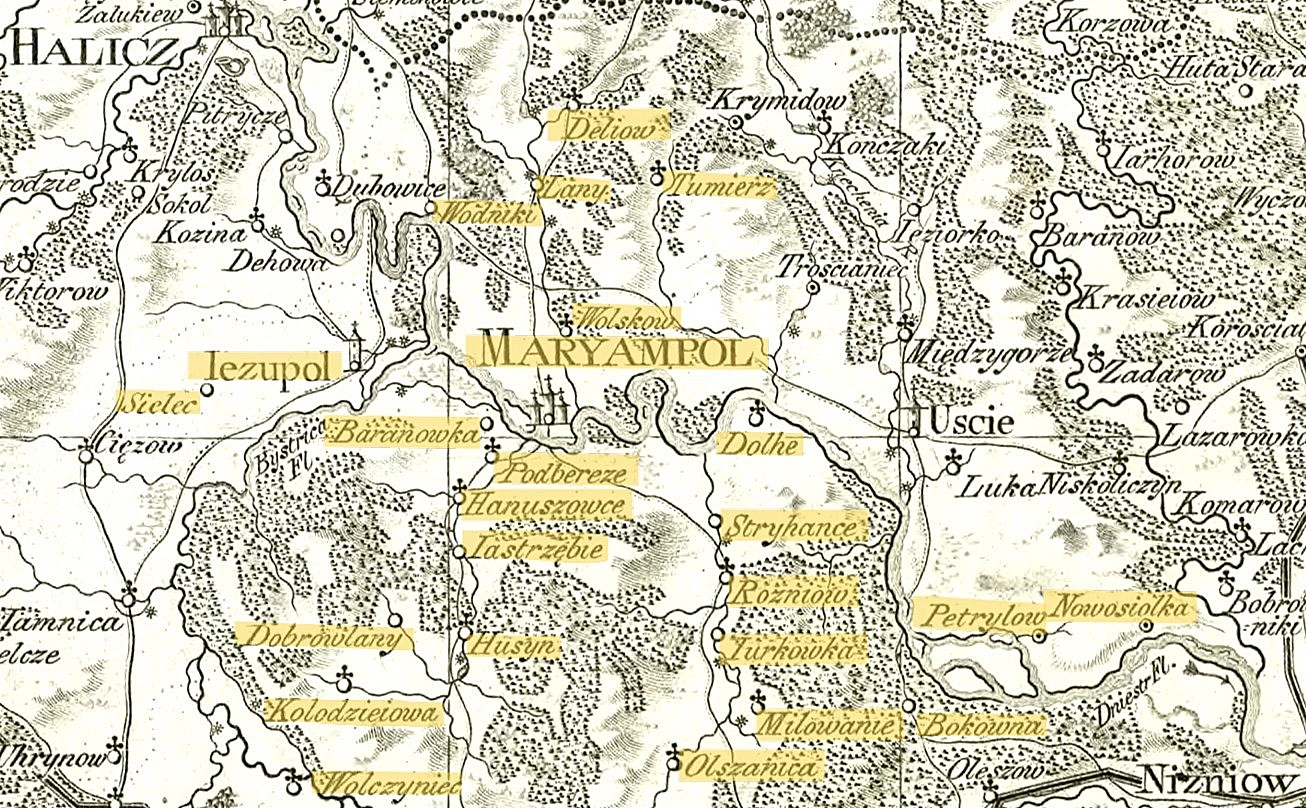
dobra mariampolskie 1824
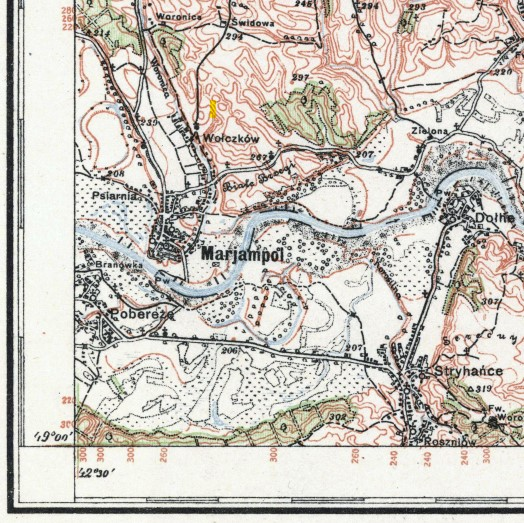
Pobereże i Braniówka na mapie z 1925

## Urodzeni w Pobereżu
Józef Grein – polski konserwator zabytków, malarz, profesor Akademii Sztuk Plastycznych w Krakowie